# 唐士嶸
唐士嶸（？—17世紀），字崝甫，號祯占，常州府無錫縣人，明朝、南明政治人物。

## 生平
唐士嶸萬曆三十七年舉人唐貞明之兒，天啓七年（1627年）中丁卯科應天乡试第一百十名舉人，崇禎七年（1634年）成甲戌科三甲一百二十九名進士，八年任徽州府学教授，九年升國子監助教，十年升南京禮部祠祭司主事，十一年升祠祭司郎中。崇禎十二年（1639年）出任河南歸德知府，任內捐出俸祿修築城牆，力守全城抵抗流寇。十四年他調任嘉興，弘光帝選妃時上疏堅持不讓宦官干預，很快遷官浙江水利副使，之後不再出仕。

## 家族
曾祖唐一之，廪生；祖唐时佾，父唐我知，庠生大宾。

## 引用
1. 1 2  錢海岳《南明史·卷三十五·列傳第十一》：唐士嶸，字崝甫，無錫人。崇禎七年進士。歷徽州教授、國子助教、祠祭主事、歸德知府，捐奉修城，力守拒寇全城。
2. ↑  光緒《無錫金匱縣志·卷十六·選舉》：（天啟）七年丁卯（舉人）……唐士嶸 武進籍，甲戌進士
3. ↑  《崇祯七年甲戌进士三代履历》：唐士嵘，曾祖一之，廪生；祖时佾，父我知，庠生大宾。祯占，诗三房，庚戌年十二月三十日生，无锡籍，武进县人，丁卯乡试，会一百六十八名，三甲一百二十九名，刑部观政，乙亥补徽州府教授，丙子升国子监助教，丁丑升南祠祭主事，戊寅升郎中，己卯升归德知府。
4. ↑  四庫全書本《河南通志·卷三十二·職官三》：唐士嶸 江南無錫人，崇禎十四年任（歸德府知府）
5. ↑  錢海岳《南明史·卷三十五·列傳第十一》：調嘉興。時當選妃，力折內臣不擾。遷浙江水利副使。杜門。